# La Nuit du lendemain
Pour plus de détails, voir Fiche technique et Distribution.
La Nuit du lendemain (titre original : The Night of the Following Day) est un film américain réalisé par Hubert Cornfield et Richard Boone et sorti en 1968. 
Il s'agit d'une adaptation du roman The Snatchers de Lionel White (traduit par France-Marie Watkins et Raoul Amblard et disponible sous le titre Rapt chez Série noire no 271).

## Synopsis
À son arrivée à l'aéroport d'Orly, la fille du richissime M. Dupont est enlevée par le bandit Leer et son homme de main Bud. La jeune femme est ensuite séquestrée dans une maison isolée d'une plage de la Côte d'Opale. Elle est confiée à la garde de deux autres complices : Vi, la maîtresse de Bud, une femme sous l'emprise de la drogue, et son frère Wally. Bud, Vi et Wally doivent réfréner les pulsions sadiques que Leer manifeste envers leur prisonnière. Le soir où M. Dupont doit leur remettre la rançon, Leer garde l'otage et, exerçant un chantage sur ses complices, les envoie retrouver M. Dupont qui les attend avec l'argent dans un bar du village voisin. Mais la transaction se déroule mal et ils abattent un gendarme et le bistrotier qui s'interposaient. Sur le chemin du retour, Bud sort de la voiture avant qu'elle arrive devant leur repaire. Il échappe ainsi au traquenard tendu par Leer qui mitraille Vi et Wally et s'enfuit avec la rançon. Il est rattrapé et abattu par Bud avant que celui-ci découvre la prisonnière expirant à la suite des tortures infligées par Leer.

## Fiche technique
- Titre : La Nuit du lendemain
- Titre original : The Night of the Following Day
- Réalisation : Hubert Cornfield, Richard Boone
- Scénario : Hubert Cornfield, Robert Phippeny d'après le roman de Lionel White, The Snatchers (1953)
- Musique : Stanley Myers
- Chanson : One Early Morning, paroles de Jon Hendricks et musique de Stanley Myers, interprétée par Annie Ross
- Direction de la photographie : Willy Kurant
- Cadreur : Jean Orjollet
- Montage : Gordon Pilkington
- Décors : Jean Boulet
- Costumes : Pierre Marcadé
- Pays d'origine :  États-Unis
- Langues de tournage : anglais, français
- Tournage extérieur : Paris, aéroport d'Orly, Le Touquet-Paris-Plage, Montreuil-sur-Mer et Côte d'Opale
- Producteur : Hubert Cornfield
- Société de production : Gina Production (États-Unis)
- Sociétés de distribution : Universal Pictures, Paramount Pictures France
- Format : couleur par Technicolor — 35 mm — 1.85:1 — son monophonique (RCA Sound System)
- Genre : film policier
- Durée : 93 minutes
- Dates de sortie :
  - Suède 26 décembre 1968
  - France 9 avril 1969
- Mention CNC : interdit aux -12 ans (visa no 35077 délivré le 29 janvier 1969)
- Affiche : René Ferracci (France)

## Distribution
- Marlon Brando (VF : Georges Aminel) : Bud
- Richard Boone (VF : Claude Bertrand) : Leer
- Rita Moreno (VF : Nicole Favart) : Vi
- Jess Hahn (VF : Philippe Dumat) : Wally
- Pamela Franklin (VF : Claude Chantal) : la fille de M. Dupont
- Hugues Wanner : M. Dupont
- Gérard Buhr : le gendarme
- Jacques Marin (VF : lui-même) : le bistrotier
- Albert Michel : le chauffeur de taxi